# Schlossbergtunnel Wertheim
Der Schlossbergtunnel, auch Schloßbergtunnel, bei Wertheim ist ein heute ungenutzter Eisenbahntunnel der Bahnstrecke Lohr–Wertheim. Die Länge des Tunnels beträgt 626 Meter.

## Lage
Der Eisenbahntunnel führt durch den so genannten Schlossberg, auf dem sich die Burg Wertheim befindet.
Vom ehemaligen Bahnhof Kreuzwertheim führte die Strecke über die Mainbrücke Wertheim (Lage) zum Nordportal (Lage) und nach dem Südwestportal (Lage) über die stillgelegte Tauberbrücke Wertheim (Lage) zum Bahnhof Wertheim. Beide Portale befinden sich auf dem Gebiet der Gemarkung Wertheim.

## Geschichte
Am 26. Mai 1979 kam es zur Stilllegung und in der Folge zum Abbau der Lohrer Bahn. Die Tunnelportale wurden in der Folge zugemauert.